# Sosane holthei
Sosane holthei är en ringmaskart som beskrevs av Jirkov 1994. Sosane holthei ingår i släktet Sosane och familjen Ampharetidae. Inga underarter finns listade i Catalogue of Life.